# William Hertling
Pour les articles homonymes, voir Hertling.
 (avril 2025).
La mise en forme du texte ne suit pas les recommandations de Wikipédia : il faut le « wikifier ».
Les points d'amélioration suivants sont les cas les plus fréquents :
- Les titres sont pré-formatés par le logiciel. Ils ne sont ni en capitales, ni en gras.
- Le texte ne doit pas être écrit en capitales (les noms de famille non plus), ni en gras, ni en italique, ni en « petit »…
- Le gras n'est utilisé que pour surligner le titre de l'article dans l'introduction, une seule fois.
- L'italique est rarement utilisé : mots en langue étrangère, titres d'œuvres, noms de bateaux, etc.
- Les citations ne sont pas en italique mais en corps de texte normal. Elles sont entourées par des guillemets français : « et ».
- Les listes à puces sont à éviter, des paragraphes rédigés étant largement préférés. Les tableaux sont à réserver à la présentation de données structurées (résultats, etc.).
- Les appels de note de bas de page (petits chiffres en exposant, introduits par l'outil «  Source ») sont à placer entre la fin de phrase et le point final[comme ça].
- Les liens internes (vers d'autres articles de Wikipédia) sont à choisir avec parcimonie. Créez des liens vers des articles approfondissant le sujet. Les termes génériques sans rapport avec le sujet sont à éviter, ainsi que les répétitions de liens vers un même terme.
- Les liens externes sont à placer uniquement dans une section « Liens externes », à la fin de l'article. Ces liens sont à choisir avec parcimonie suivant les règles définies. Si un lien sert de source à l'article, son insertion dans le texte est à faire par les notes de bas de page.
- La présentation des références doit suivre les conventions bibliographiques. Il est recommandé d'utiliser les modèles {{Ouvrage}}, {{Chapitre}}, {{Article}}, {{Lien web}} et/ou {{Bibliographie}}. Le mode d'édition visuel peut mettre en forme automatiquement les références.
- Insérer une infobox (cadre d'informations à droite) n'est pas obligatoire pour parachever la mise en page.

Pour une aide détaillée, merci de consulter Aide:Wikification.
Si vous pensez que ces points ont été résolus, vous pouvez retirer ce bandeau et améliorer la mise en forme d'un autre article.
 (avril 2025).
Œuvres principales
Avogadro Corp: The Singularity is Closer than it Appears (2011)
A.I. Apocalypse (2012)
The Last Firewall (2013)
William Hertling est un écrivain de science-fiction et un programmeur. Il a été cofondateur et Directeur de l'Ingénierie chez Tripwire, ainsi que stratège web et développeur de logiciels chez Hewlett-Packard, où il a obtenu de nombreux brevets d'ingénierie logicielle dans les domaines des protocoles réseau, de l'impression et des applications web,.

## Œuvre
En 2011, Hertling a commencé à publier de la science-fiction avec Avogadro Corp: The Singularity is Closer than it Appears. Influencé par Ray Kurzweil et Charles Stross, son roman aborde l’émergence de l'intelligence artificielle générale et la manière dont l’humanité réagit et coexiste avec l’IA. La série Singularity, tirée du roman, a été saluée par la critique de Wired et KurzweilAI, ainsi que par des personnalités notables du secteur technologique, dont Brad Feld, Harper Reed, Ben Huh, Amber Case et John Walker,,,,,,.
Hertling a déclaré qu'en 2010, une conversation avec un proche l'a inspiré à écrire son premier techno-thriller, ce qui a marqué sa transition de programmeur à temps plein vers romancier de science-fiction accompli. Hertling a auto-publié l'intégralité de sa saga Singularity via Amazon (Kindle, Createspace et Audible).
D'après le compte Reddit de l'auteur, ses influences sont les romanciers Cory Doctorow, Charles Stross et Neal Stephenson ainsi que les classiques cyberpunk des années 1980 (Neuromancien, Câblé et Le Samouraï virtuel),. Il explique aussi qu'il a envoyé ses livres à des personnes travaillant dans les secteurs de technologies de pointe (notamment à des programmeurs, des investisseurs en capital-risque, des start-ups technologiques, etc) plutôt qu'à des critiques plus traditionnels de science-fiction.
Le premier roman, Avogadro Corp, un technothriller se déroulant dans un futur proche, traite de la modification d'un logiciel permettant l'optimisation de la rédaction d'emails. Cette modification donne au logiciel un instinct de survie, créant accidentellement une intelligence artificielle auto-motivée. Son deuxième roman, AI Apocalypse, se déroule dix ans plus tard. Il raconte la création, permise par l'amélioration des logiciels, d'une intelligence artificielle générale, ainsi qu'aux principes et valeurs organisationnels d'une société d'IA, qui résultent de cette évolution. Le troisième livre, The Last Firewall, qui prend place à nouveau dix ans plus tard, est un roman cyberpunk qui examine le post-humanisme, les effets de la classe sociale sur l'IA et les humains, et le chômage technologique. Le quatrième roman, The Turing Exception, se déroule dans un lieu où les humains et l'IA ont coexisté pacifiquement jusqu'en 2043. Un événement nanotechnologique, considéré comme un acte terroriste par l'IA, entraîne la destruction de Miami et d'importants contrôles sont placés sur l'IA. Le roman traite aussi des événements liés à XOR, un groupe dissident de l'IA dont le but est de prendre aux humains le règne de la Terre. Tout au long de la saga, la réaction des humains face à l'IA générale et la coexistence de ces deux groupes sont des thèmes récurrents.
En 2014, Hertling publie son premier roman pour enfants, The Case of the Wilted Broccoli, un roman policier sur trois élèves du primaire qui résolvent un mystère de la chaîne d'approvisionnement alimentaire.

## Récompenses et expertise
Auteur auto-édité, Hertling intervient fréquemment lors de conventions techniques, d'écriture et de science-fiction, où il parle des points communs entre la science-fiction et la technologie, de l'auto-édition, du marketing du livre, de la technologie et de l'innovation,,,,,,. Il décrit le succès de son auto-édition dans Indie and Small Press Book Marketing, son manuel de non-fiction pour le marketing des livres.
Il a été nommé pour le prix Prometheus du meilleur roman pour son livre AI Apocalypse, il a remporté le prix du livre de science-fiction de l'année 2011 de Foreword Review pour Avogadro Corp et a remporté la médaille de bronze IPPY de l'éditeur indépendant pour The Last Firewall,,.